# Clasificación para la Eurocopa Femenina de la UEFA 2025
La clasificación para la Eurocopa Femenina de la UEFA 2025 fue una competición de fútbol femenino que determinó los 15 equipos que se unieron a la anfitriona Suiza, automáticamente clasificada para la fase final de la Eurocopa Femenina de la UEFA 2025.

## Formato
Los Clasificatorios Europeos comienzan en la primavera de 2024, tras la conclusión de la Liga de Naciones Femenina 2023-24. Las eliminatorias se componen de una fase de liga y de play-offs.
La fase de liga se juega con el mismo formato que la Liga de Naciones, con los equipos divididos en tres ligas: la Liga A con 16 equipos, la Liga B con 16 equipos y la Liga C con 19 equipos (el número de esta última liga puede variar en función del número de selecciones inscritas). La posición inicial de cada equipo en las ligas se determina en función de los resultados de la última Liga de Naciones.
Como en la Liga de Naciones, los equipos compiten en grupos de cuatro o tres equipos (algunos grupos en la Liga C) y durante seis jornadas. Cada equipo juega un partido en casa y otro fuera contra todos los demás equipos de su grupo.
Los objetivos finales de esta fase de la competición son clasificarse para la Eurocopa Femenina de la UEFA 2025 y posicionarse lo más alto posible en el sistema de liga para el próximo ciclo.
La clasificación de los Clasificatorios Europeos al final de la fase de liga determina tres resultados principales: quién se clasifica directamente para la fase final, quién pasa a los play-offs para la fase final y qué posición inicial tendrán los equipos en la próxima Liga de las Naciones. Dependiendo de la clasificación de la liga, los equipos mantienen su posición en la liga, ascienden o descienden.
La clasificación final de la liga de Clasificatorios Europeos recompensa a los ocho mejores equipos de la Liga A con la clasificación directa para la Eurocopa Femenina de la UEFA 2025. Aunque Suiza no se clasificara automáticamente, se le garantiza una plaza en calidad de anfitriona.
Las plazas restantes se disputan en dos rondas de eliminatorias europeas de ida y vuelta. La ruta de los play-offs que se explica a continuación puede ajustarse en función del desempeño de la anfitriona Suiza.
En la primera ronda de la eliminatoria, los equipos que terminen terceros y cuartos en la Liga A se enfrentan a los ganadores y a los tres segundos mejores clasificados de la Liga C. Los ocho ganadores pasan a la segunda ronda.
Los cuatro ganadores de grupo y los dos subcampeones mejor clasificados de la Liga B disputan seis eliminatorias contra los dos subcampeones restantes y los cuatro terceros clasificados de la Liga B. Los seis vencedores pasan a la segunda ronda.
En la segunda ronda, los equipos disputan siete eliminatorias, cuyos siete ganadores avanzan a la fase final.
El ascenso y el descenso también estarán en juego de cara a la próxima edición de la Liga de Naciones Femenina de la UEFA, que dará comienzo en el ciclo de competición 2025-27:
1. Las primeras, segundas y terceras de la Liga A permanecen en la Liga A;
2. Las segundas y las tres terceras mejor clasificadas de la Liga B permanecen en la Liga B;
3. Las segundas, terceras y cuartas de la Liga C permanecen en la Liga C
4. Las primeras de las Ligas B y C ascenderán a la liga superior;
5. Todas las cuartas clasificados de las Ligas A y B, así como las terceras clasificadas de la Liga B con menor puntuación, descenderán a la liga inferior.

## Sorteo
El sorteo de la fase de clasificación de la Eurocopa Femenina de 2025 de la UEFA se realizó el 5 de marzo de 2024 en Nyon, Suiza.

## Fase de Liga

### Liga A
La Liga A de clasificación para la Eurocopa Femenina de la UEFA 2025 es la máxima división de la edición 2025 de la clasificación para el Campeonato Femenino de la UEFA , la competición internacional de fútbol en la que participan las selecciones nacionales femeninas de las federaciones miembro de la UEFA. Los resultados también se utilizarán para determinar las ligas de la competición de la Liga de Naciones Femenina de la UEFA.

### Formato
La Liga A está formada por los 16 miembros de la UEFA mejor clasificados en la clasificación de la Liga de Naciones Femenina de la UEFA 2023-24, divididos en cuatro grupos de cuatro. Cada equipo jugará seis partidos dentro de su grupo, utilizando el formato de ida y vuelta con jornadas dobles en abril, mayo a junio y julio de 2024.
Después de la fase de liga, los dos mejores equipos de cada grupo se clasificarán automáticamente para el torneo final y los dos últimos equipos de cada grupo avanzarán a los play-offs.
Para la primera ronda de play-off, los ocho equipos de la Liga A serán cabezas de serie y se enfrentarán a los ocho equipos mejor clasificados de la Liga C. El ganador de esas eliminatorias avanzará a la segunda ronda.
La competición también actúa como primera fase de la Liga de Naciones Femenina de la UEFA 2025-26 , que utilizará una estructura de liga idéntica. El equipo que quede en cuarto lugar de cada grupo descenderá a la Liga B.

#### Grupo A1
| Pos. | Equipo       | Pts. | PJ | G | E | P | GF | GC | Dif. | Clasificación                       |
| ---- | ------------ | ---- | -- | - | - | - | -- | -- | ---- | ----------------------------------- |
| 1    | Italia       | 9    | 6  | 2 | 3 | 1 | 8  | 3  | +5   | Ascenso a la Eurocopa Femenina 2025 |
| 2    | Países Bajos | 9    | 6  | 2 | 3 | 1 | 4  | 4  | 0    | Ascenso a la Eurocopa Femenina 2025 |
| 3    | Noruega      | 7    | 6  | 1 | 4 | 1 | 7  | 4  | +3   | Play-offs para Clasificar           |
| 4    | Finlandia    | 5    | 6  | 1 | 2 | 3 | 4  | 12 | −8   | Play-offs para Clasificar           |

 Fuente: UEFA.com
| 5 de abril de 2024 | Noruega                                                    | 4:0 (2:0) | Finlandia | Ullevaal Stadion, Oslo, Noruega                         |                                                         |
| 18:00 (CEST)       | - Ildhusøy 24' - Román Haug 41' - Bjelde 78' - Terland 81' | Reporte   |           | Asistencia: 3.106 espectadores Árbitra: Catarina Campos | Asistencia: 3.106 espectadores Árbitra: Catarina Campos |

| 5 de abril de 2024 | Italia                         | 2:0 (1:0) | Países Bajos | Stadio San Vito-Gigi Marulla, Cosenza, Italia           |                                                         |
| 18:15 (CEST)       | - Giacinti 4' - Bonfantini 59' | Reporte   |              | Asistencia: 4.300 espectadores Árbitra: Ivana Martinčić | Asistencia: 4.300 espectadores Árbitra: Ivana Martinčić |

| 9 de abril de 2024 | Finlandia                         | 2:1 (0:1) | Italia             | Bolt Arena, Helsinki, Finlandia                             |                                                             |
| 18:15 (CEST)       | - Rantala 48' - Linari 75' (a.g.) | Reporte   | - 39' Di Guglielmo | Asistencia: 5.000 espectadores Árbitra: Marta Huerta de Aza | Asistencia: 5.000 espectadores Árbitra: Marta Huerta de Aza |

| 9 de abril de 2024 | Países Bajos     | 1:0 (1:0) | Noruega | Estadio Rat Verlegh, Breda, Países Bajos              |                                                       |
| 20:45 (CEST)       | - Beerensteyn 6' | Reporte   |         | Asistencia: 9.486 espectadores Árbitra: Cheryl Foster | Asistencia: 9.486 espectadores Árbitra: Cheryl Foster |

| 31 de mayo de 2024 | Noruega | 0:0     | Italia | Ullevaal Stadion, Oslo, Noruega                            |                                                            |
| 18:00 (CEST)       |         | Reporte |        | Asistencia: 9.307 espectadores Árbitra: Stéphanie Frappart | Asistencia: 9.307 espectadores Árbitra: Stéphanie Frappart |

| 31 de mayo de 2024 | Países Bajos      | 1:0 (0:0) | Finlandia | Sparta Stadion Het Kasteel, Róterdam, Países Bajos     |                                                        |
| 20:45 (CEST)       | - Beerensteyn 65' | Reporte   |           | Asistencia: 9.089 espectadores Árbitra: Frida Klarlund | Asistencia: 9.089 espectadores Árbitra: Frida Klarlund |

| 4 de junio de 2024 | Finlandia     | 1:1 (0-1) | Países Bajos      | Tammelan Stadion, Tampere, Finlandia                  |                                                       |
| 18:00 (CEST)       | - Rantala 77' | Reporte   | - Beerensteyn 17' | Asistencia: 7.677 espectadores Árbitra: Sandra Bastos | Asistencia: 7.677 espectadores Árbitra: Sandra Bastos |

| 4 de junio de 2024 | Italia         | 1:1 (1:0) | Noruega      | Estadio Paolo Mazza, Ferrara, Italia                  |                                                       |
| 18:15 (CEST)       | - Giugliano 6' | Reporte   | - Maanum 81' | Asistencia: 2.198 espectadores Árbitra: Rebecca Welch | Asistencia: 2.198 espectadores Árbitra: Rebecca Welch |

| 12 de julio de 2024 | Finlandia        | 1:1 (0:1) | Noruega     | Veritas Stadion, Turku, Finlandia |                          |
| 18:00 (CEST)        | - Koivisto 90+8' | Reporte   | - Reiten 7' | Árbitra: Katalin Kulcsár          | Árbitra: Katalin Kulcsár |

| 12 de julio de 2024 | Países Bajos | 0:0     | Italia | Fortuna Sittard Stadion, Sittard, Países Bajos |                        |
| 20:45 (CEST)        |              | Reporte |        | Árbitra: Tess Olofsson                         | Árbitra: Tess Olofsson |

| 16 de julio de 2024 | Noruega      | 1:1 (0:0) | Países Bajos  | Brann Stadion, Bergen, Noruega |                     |
| 19:00 (CEST)        | - Hansen 61' | Reporte   | - Miedema 80' | Árbitra: Alina Peşu            | Árbitra: Alina Peşu |

| 16 de julio de 2024 | Italia                                                             | 4:0 (2:0) | Finlandia | Estadio Druso, Bolzano, Italia |                           |
| 19:00 (CEST)        | - Beccari 20' - Giugliano 31' - Cambiaghi 74' - Nyström 88' (a.g.) | Reporte   |           | Árbitra: Ivana Projkovska      | Árbitra: Ivana Projkovska |

#### Grupo A2
| Pos. | Equipo          | Pts. | PJ | G | E | P | GF | GC | Dif. | Clasificación                       |
| ---- | --------------- | ---- | -- | - | - | - | -- | -- | ---- | ----------------------------------- |
| 1    | España          | 15   | 6  | 5 | 0 | 1 | 18 | 5  | +13  | Ascenso a la Eurocopa Femenina 2025 |
| 2    | Dinamarca       | 12   | 6  | 4 | 0 | 2 | 14 | 8  | +6   | Ascenso a la Eurocopa Femenina 2025 |
| 3    | Bélgica         | 4    | 6  | 1 | 1 | 4 | 5  | 18 | −13  | Play-offs para Clasificar           |
| 4    | República Checa | 4    | 6  | 1 | 1 | 4 | 6  | 12 | −6   | Play-offs para Clasificar           |

 Fuente: UEFA.com
| 5 de abril de 2024 | República Checa | 1:3 (1:1) | Dinamarca                                    | City Stadium, Uherske Hradiste, República Checa            |                                                            |
| 18:00 (CEST)       | - Stašková 42'  | Reporte   | - 7' Vangsgaard - 68' Ballisager - 72' Hasbo | Asistencia: 2.426 espectadores Árbitra: Iuliana Demetrescu | Asistencia: 2.426 espectadores Árbitra: Iuliana Demetrescu |

| 5 de abril de 2024 | Bélgica | 0:7 (0:3) | España                                                                      | Den Dreef, Leuven, Bélgica                              |                                                         |
| 20:45 (CEST)       |         | Reporte   | - 8', 30', 47' Paralluelo - 16' Hermoso - 64', 89' González - 85' S. García | Asistencia: 7.123 espectadores Árbitra: Katalin Kulcsár | Asistencia: 7.123 espectadores Árbitra: Katalin Kulcsár |

| 9 de abril de 2024 | Dinamarca                                         | 4:2 (3:0) | Bélgica                   | Viborg Stadion, Viborg, Dinamarca                     |                                                       |
| 18:00 (CEST)       | - Vangsgaard 29', 29' - Svava 44' - Thøgersen 62' | Reporte   | - 67' Kees - 72' Delacauw | Asistencia: 1.660 espectadores Árbitra: Rebecca Welch | Asistencia: 1.660 espectadores Árbitra: Rebecca Welch |

| 9 de abril de 2024 | España                                     | 3:1 (0:0) | República Checa  | Estadio El Plantío, Burgos, España                       |                                                          |
| 19:00 (CEST)       | - Méndez 58' - Hermoso 62' - Caldentey 70' | Reporte   | - 56' Sonntágová | Asistencia: 9.982 espectadores Árbitra: Jelena Cvetković | Asistencia: 9.982 espectadores Árbitra: Jelena Cvetković |

| 31 de mayo de 2024 | República Checa      | 1:2 (0:2) | Bélgica                        | Fortuna Arena, Praga, República Checa                     |                                                           |
| 18:30 (CEST)       | - Dubcová 86' (pen.) | Reporte   | - Wullaert 12' - De Caigny 14' | Asistencia: 5.892 espectadores Árbitra: Silvia Gasperotti | Asistencia: 5.892 espectadores Árbitra: Silvia Gasperotti |

| 31 de mayo de 2024 | Dinamarca | 0:2 (0:2) | España                               | Vejle Stadion, Vejle, Dinamarca                         |                                                         |
| 19:00 (CEST)       |           | Reporte   | - Hermoso 17' - Caldentey 28' (pen.) | Asistencia: 6014 espectadores Árbitra: Ivana Projkovska | Asistencia: 6014 espectadores Árbitra: Ivana Projkovska |

| 4 de junio de 2024 | Bélgica    | 1:1 (0:1) | República Checa | Stayen, Sint-Truiden, Bélgica                        |                                                      |
| 20:00 (CEST)       | - Blom 79' | Reporte   | - 19' Dubcová   | Asistencia: 2.366 espectadores Árbitra: Ewa Augustyn | Asistencia: 2.366 espectadores Árbitra: Ewa Augustyn |

| 4 de junio de 2024 | España                                         | 3:2 (0:1) | Dinamarca         | Estadio Heliodoro Rodríguez López, Santa Cruz de Tenerife, España |                                                            |
| 21:30 (CEST)       | - Vilamala 74' - Paredes 76' - L. García 90+2' | Reporte   | - 4', 72' Thomsen | Asistencia: 17.532 espectadores Árbitra: Maria Sole Caputi        | Asistencia: 17.532 espectadores Árbitra: Maria Sole Caputi |

| 12 de julio de 2024 | Bélgica | 0:3 (0:0) | Dinamarca                                        | Stayen, Sint-Truiden, Bélgica |                          |
| 20:00 (CEST)        |         | Reporte   | - Cayman 60' (a.g.) - Harder 65' - Holmgaard 82' | Árbitra: Ivana Martinčić      | Árbitra: Ivana Martinčić |

| 12 de julio de 2024 | República Checa                | 2:1 (1:1) | España        | Letní Stadion, Chomutov, República Checa |                       |
| 18:00 (CEST)        | - Svitková 44' - Bartoňová 51' | Reporte   | - Bonmatí 15' | Árbitra: Riem Hussein                    | Árbitra: Riem Hussein |

| 16 de julio de 2024 | España                          | 2:0 (1:0) | Bélgica | Estadio de Riazor, La Coruña, España                        |                                                             |
| 19:00 (CEST)        | - Bonmatí 37' - Abelleira 90+1' | Reporte   |         | Asistencia: 16.650 espectadores Árbitra: Iuliana Demetrescu | Asistencia: 16.650 espectadores Árbitra: Iuliana Demetrescu |

| 16 de julio de 2024 | Dinamarca                 | 2:0 (0:0) | República Checa | Vejle Stadion, Vejle, Dinamarca |                        |
| 19:00 (CEST)        | - Bruun 55' - Thomsen 63' | Reporte   |                 | Árbitra: Abigail Byrne          | Árbitra: Abigail Byrne |

#### Grupo A3
| Pos. | Equipo     | Pts. | PJ | G | E | P | GF | GC | Dif. | Clasificación                       |
| ---- | ---------- | ---- | -- | - | - | - | -- | -- | ---- | ----------------------------------- |
| 1    | Francia    | 12   | 6  | 4 | 0 | 2 | 8  | 7  | +1   | Ascenso a la Eurocopa Femenina 2025 |
| 2    | Inglaterra | 11   | 6  | 3 | 2 | 1 | 8  | 5  | +3   | Ascenso a la Eurocopa Femenina 2025 |
| 3    | Suecia     | 8    | 6  | 2 | 2 | 2 | 6  | 4  | +2   | Play-offs para Clasificar           |
| 4    | Irlanda    | 3    | 6  | 1 | 0 | 5 | 4  | 10 | −6   | Play-offs para Clasificar           |

 Fuente: UEFA.com
| 5 de abril de 2024 | Inglaterra  | 1:1 (1:0) | Suecia      | Estadio de Wembley, Londres, Inglaterra                   |                                                           |
| 21:00 (CEST)       | - Russo 24' | Reporte   | - Rolfö 64' | Asistencia: 63.248 espectadores Árbitra: Ivana Projkovska | Asistencia: 63.248 espectadores Árbitra: Ivana Projkovska |

| 5 de abril de 2024 | Francia     | 1:0 (1:0) | Irlanda | Stade Saint-Symphorien, Metz, Francia                 |                                                       |
| 21:10 (CEST)       | - Katoto 6' | Reporte   |         | Asistencia: 16.772 espectadores Árbitra: Maria Caputi | Asistencia: 16.772 espectadores Árbitra: Maria Caputi |

| 9 de abril de 2024 | Suecia | 0:1 (0:0) | Francia      | Gamla Ullevi, Gotemburgo, Suecia                      |                                                       |
| 19:00 (CEST)       |        | Reporte   | - Renard 80' | Asistencia: 11.278 espectadores Árbitra: Ewa Augustyn | Asistencia: 11.278 espectadores Árbitra: Ewa Augustyn |

| 9 de abril de 2024 | Irlanda | 0:2 (0:2) | Inglaterra                         | Estadio Aviva, Dublín, Irlanda                           |                                                          |
| 20:30 (CEST)       |         | Reporte   | - James 12' - Greenwood 18' (pen.) | Asistencia: 32.742 espectadores Árbitra: Lina Lehtovaara | Asistencia: 32.742 espectadores Árbitra: Lina Lehtovaara |

| 31 de mayo de 2024 | Irlanda | 0:3 (0:1) | Suecia                                 | Estadio Aviva, Dublín, Irlanda                           |                                                          |
| 20:30 (CEST)       |         | Reporte   | - Rytting Kaneryd 26', 86' - Rolfö 62' | Asistencia: 22.868 espectadores Árbitra: Katalin Kulcsár | Asistencia: 22.868 espectadores Árbitra: Katalin Kulcsár |

| 31 de mayo de 2024 | Inglaterra | 1:2 (1:1) | Francia                       | St James' Park, Newcastle-upon-Tyne, Inglaterra              |                                                              |
| 21:00 (CEST)       | - Mead 30' | Reporte   | - de Almeida 41' - Katoto 68' | Asistencia: 42.561 espectadores Árbitra: Marta Huerta de Aza | Asistencia: 42.561 espectadores Árbitra: Marta Huerta de Aza |

| 4 de junio de 2024 | Suecia         | 1:0 (0:0) | Irlanda | STM Swedbank Arena, Solna, Suecia                   |                                                     |
| 18:30 (CEST)       | - Eriksson 84' | Reporte   |         | Asistencia: 21.216 espectadores Árbitra: Alina Peşu | Asistencia: 21.216 espectadores Árbitra: Alina Peşu |

| 4 de junio de 2024 | Francia            | 1:2 (0:2) | Inglaterra                | Estadio Geoffroy-Guichard, Saint-Étienne, Francia        |                                                          |
| 21:00 (CEST)       | - Diani 84' (pen.) | Reporte   | - Stanway 21' - Russo 34' | Asistencia: 10.194 espectadores Árbitra: Ivana Martinčić | Asistencia: 10.194 espectadores Árbitra: Ivana Martinčić |

| 12 de julio de 2024 | Francia                      | 2:1 (1:0) | Suecia        | Stade Gaston Gérard, Dijon, Francia |                           |
| 00:00 (CEST)        | - Karchaoui 32' - Katoto 74' | Reporte   | - Rybrink 49' | Árbitra: Jelena Cvetković           | Árbitra: Jelena Cvetković |

| 12 de julio de 2024 | Inglaterra                      | 2:1 (1:0) | Irlanda         | Carrow Road, Norwich, Inglaterra |                          |
| 21:00 (CEST)        | - Russo 5' - Stanway 57' (pen.) | Reporte   | - Russell 90+4' | Árbitra: Catarina Campos         | Árbitra: Catarina Campos |

| 16 de julio de 2024 | Suecia | 0:0     | Inglaterra | Gamla Ullevi, Gotemburgo, Suecia |                       |
| 19:00 (CEST)        |        | Reporte |            | Árbitra: Maria Caputi            | Árbitra: Maria Caputi |

| 16 de julio de 2024 | Irlanda                                     | 3:1 (0:0) | Francia     | Páirc Uí Chaoimh, Cork, Irlanda |                              |
| 19:00 (CEST)        | - O'Sullivan 67' - Russell 76' - Patten 90' | Reporte   | - Becho 79' | Árbitra: Olatz Rivera Olmedo    | Árbitra: Olatz Rivera Olmedo |

#### Grupo A4
| Pos. | Equipo   | Pts. | PJ | G | E | P | GF | GC | Dif. | Clasificación                       |
| ---- | -------- | ---- | -- | - | - | - | -- | -- | ---- | ----------------------------------- |
| 1    | Alemania | 15   | 6  | 5 | 0 | 1 | 17 | 8  | +9   | Ascenso a la Eurocopa Femenina 2025 |
| 2    | Islandia | 13   | 6  | 4 | 1 | 1 | 11 | 5  | +6   | Ascenso a la Eurocopa Femenina 2025 |
| 3    | Austria  | 7    | 6  | 2 | 1 | 3 | 10 | 12 | −2   | Play-offs para Clasificar           |
| 4    | Polonia  | 0    | 6  | 0 | 0 | 6 | 4  | 17 | −13  | Play-offs para Clasificar           |

 Fuente: UEFA.com
| 5 de abril de 2024 | Islandia                                           | 3:0 (2:0) | Polonia | Kópavogsvöllur, Kópavogur, Islandia                    |                                                        |
| 18:45 (CEST)       | - Mesjasz 42' (a.g.) - Zomers 43' - Jónsdóttir 66' | Reporte   |         | Asistencia: 1.152 espectadores Árbitra: Frida Klarlund | Asistencia: 1.152 espectadores Árbitra: Frida Klarlund |

| 5 de abril de 2024 | Austria            | 2:3 (2:1) | Alemania                           | Raiffeisen Arena, Linz, Austria                       |                                                       |
| 20:30 (CEST)       | - Campbell 9', 17' | Reporte   | - 39', 49' Bühl - 63' (pen.) Gwinn | Asistencia: 7.500 espectadores Árbitra: Tess Olofsson | Asistencia: 7.500 espectadores Árbitra: Tess Olofsson |

| 9 de abril de 2024 | Polonia       | 1:3 (0:1) | Austria                                            | Estadio Municipal de Gdynia, Gdynia, Polonia               |                                                            |
| 18:00 (CEST)       | - Kamczyk 55' | Reporte   | - 45' Puntigam - 66' Purtscheller - 90+2' Campbell | Asistencia: 3.920 espectadores Árbitra: Stéphanie Frappart | Asistencia: 3.920 espectadores Árbitra: Stéphanie Frappart |

| 9 de abril de 2024 | Alemania                            | 3:1 (3:1) | Islandia           | New Tivoli Stadion, Aquisgrán, Alemania                |                                                        |
| 18:10 (CEST)       | - Schüller 4', 34' - Oberdorf 45+3' | Reporte   | - 23' Eiríksdóttir | Asistencia: 16.503 espectadores Árbitra: Jana Adámková | Asistencia: 16.503 espectadores Árbitra: Jana Adámková |

| 31 de mayo de 2024 | Austria               | 1:1 (1:0) | Islandia                  | Keine Sorgen Arena, Ried im Innkreis, Austria           |                                                         |
| 18:00 (CEST)       | - Puntigam 26' (pen.) | Reporte   | - 76' (pen.) Viggósdóttir | Asistencia: 3.788 espectadores Árbitra: Lina Lehtovaara | Asistencia: 3.788 espectadores Árbitra: Lina Lehtovaara |

| 31 de mayo de 2024 | Alemania                                                       | 4:1 (1:1) | Polonia      | DKB-Arena, Rostock, Alemania                              |                                                           |
| 20:30 (CEST)       | - Zieniewicz 34' (a.g.) - Schüller 77' - Gwinn 84', 88' (pen.) | Reporte   | - Padilla 1' | Asistencia: 18.765 espectadores Árbitra: Jelena Cvetković | Asistencia: 18.765 espectadores Árbitra: Jelena Cvetković |

| 4 de junio de 2024 | Polonia         | 1:3 (1:0) | Alemania                       | Estadio Municipal de Gdynia, Gdynia, Polonia                |                                                             |
| 18:00 (CEST)       | - Grabowska 12' | Reporte   | - Schüller 51', 69' - Bühl 77' | Asistencia: 4.012 espectadores Árbitra: Olatz Rivera Olmedo | Asistencia: 4.012 espectadores Árbitra: Olatz Rivera Olmedo |

| 4 de junio de 2024 | Islandia                              | 2:1 (1:1) | Austria        | Laugardalsvöllur, Reikiavik, Islandia                       |                                                             |
| 21:30 (CEST)       | - Eiríksdóttir 17' - Antonsdóttir 70' | Reporte   | - Campbell 44' | Asistencia: 2.067 espectadores Árbitra: Désirée Grundbacher | Asistencia: 2.067 espectadores Árbitra: Désirée Grundbacher |

| 12 de julio de 2024 | Austria                                     | 3:1 (1:0) | Polonia       | Cashpoint-Arena, Altach, Austria |                         |
| 00:00 (CEST)        | - Degen 37' - Campbell 67' - Schasching 69' | Reporte   | - Padilla 75' | Árbitra: Eléni Andoníou          | Árbitra: Eléni Andoníou |

| 12 de julio de 2024 | Islandia                                                  | 3:0 (1:0) | Alemania | Laugardalsvöllur, Reikiavik, Islandia |                        |
| 18:15 (CEST)        | - Sigurðardóttir 14' - Jóhannsdóttir 52' - Jónsdóttir 83' | Reporte   |          | Árbitra: Cheryl Foster                | Árbitra: Cheryl Foster |

| 16 de julio de 2024 | Alemania                                     | 4:0 (2:0) | Austria | HDI-Arena, Hannover, Alemania |                         |
| 19:00 (CEST)        | - Bühl 11', 90+2' - Brand 39' - Schüller 53' | Reporte   |         | Árbitra: Shona Shukrula       | Árbitra: Shona Shukrula |

| 16 de julio de 2024 | Polonia | 0:1 (0:1) | Islandia         | Zagłębiowski Park Sportowy, Sosnowiec, Polonia |                       |
| 19:00 (CEST)        |         | Reporte   | - 32' Jónsdóttir | Árbitra: Kirsty Dowle                          | Árbitra: Kirsty Dowle |

### Liga B
La Liga B de clasificación para la Eurocopa Femenina de la UEFA 2025 es la segunda división de la edición 2025 de la clasificación para el Campeonato Femenino de la UEFA, la competición internacional de fútbol en la que participan las selecciones nacionales femeninas de las federaciones miembro de la UEFA . Los resultados también se utilizarán para determinar las ligas de la competición de la Liga de Naciones Femenina de la UEFA 2025-26.

### Formato
La Liga B está formada por 16 miembros de la UEFA que ocupan los puestos 17.º a 32.º entre los participantes de la competición en el ranking de la Liga de Naciones Femenina de la UEFA 2023-24 , divididos en cuatro grupos de cuatro. Cada equipo jugará seis partidos dentro de su grupo, utilizando el formato de ida y vuelta con jornadas dobles en abril, mayo a junio y julio de 2024.
Después de la fase de liga, los equipos mejor clasificados de la Liga B avanzarán a los play-offs para determinar quién se clasifica para el torneo final.
En la primera ronda participarán los ganadores de grupo, los segundos y los terceros de la Liga B (excepto Suiza), es decir, los doce equipos mejor clasificados. Los seis equipos mejor clasificados serán cabezas de serie y jugarán en eliminatorias contra los seis equipos peor clasificados. Los seis ganadores pasarán a la siguiente ronda.
Suiza tiene garantizada una plaza en la fase final como anfitriona y, por tanto, no participará en los play-offs. Dado que terminarán entre los tres primeros lugares de su grupo, el equipo mejor clasificado en cuarto lugar (es decir, el equipo clasificado en el puesto 13 en la Liga B) también se clasificará para la primera ronda.
La competición también actúa como primera fase de la Liga de Naciones Femenina de la UEFA 2025-26 , que utilizará una estructura de liga idéntica. Los ganadores de cada grupo ascenderán a la Liga A, mientras que el cuarto equipo de cada grupo y el tercer equipo peor clasificado descenderán a la Liga C.

#### Grupo B1
| Pos. | Equipo     | Pts. | PJ | G | E | P | GF | GC | Dif. | Clasificación                     |
| ---- | ---------- | ---- | -- | - | - | - | -- | -- | ---- | --------------------------------- |
| 1    | Suiza (A)  | 15   | 6  | 5 | 0 | 1 | 14 | 3  | +11  | Play-offs Para Clasificar         |
| 2    | Turquía    | 9    | 6  | 3 | 0 | 3 | 8  | 8  | 0    | Play-offs Para Clasificar         |
| 3    | Hungría    | 7    | 6  | 2 | 1 | 3 | 10 | 9  | +1   | Play-offs Para Clasificar         |
| 4    | Azerbaiyán | 4    | 6  | 1 | 1 | 4 | 2  | 14 | −12  | Posible Play-offs Para Clasificar |

 Fuente: UEFA.com
| 5 de abril de 2024 | Hungría       | 1:1 (1:0) | Azerbaiyán             | Szent Gellért Fórum, Szeged, Hungría |                       |
| 17:45 (CEST)       | - Csiszár 44' | Reporte   | - 74' (pen.) Jafarzade | Árbitra: Kirsty Dowle                | Árbitra: Kirsty Dowle |

| 5 de abril de 2024 | Suiza                              | 3:1 (1:0) | Turquía        | Letzigrund, Zúrich, Suiza |                        |
| 19:00 (CEST)       | - Calligaris 30', 78' - Bühler 52' | Reporte   | - 80' Türkoğlu | Árbitra: Sandra Bastos    | Árbitra: Sandra Bastos |

| 9 de abril de 2024         | Azerbaiyán | 0:4 (0:2) | Suiza                                                         | Dalga Arena, Bakú, Azerbaiyán |                     |
| 14:00 (CEST) (16:00 UTC+4) |            | Reporte   | - 11' (pen.) Vallotto - 20' Bühler - 51' Pilgrim - 54' Riesen | Árbitra: Alina Peşu           | Árbitra: Alina Peşu |

| 9 de abril de 2024 | Turquía                  | 2:1 (0:1) | Hungría        | Pendik Stadyumu, Estambul, Turquía |                                 |
| 19:00 (CEST)       | - Türkoğlu 80' - Cin 87' | Reporte   | - 45+1' Csányi | Árbitra: Katarzyna Lisiecka-Sęk    | Árbitra: Katarzyna Lisiecka-Sęk |

| 31 de mayo de 2024 | Turquía            | 1:0 (1:0) | Azerbaiyán | Erzincan 13 Şubat Şehir Stadyumu, Erzincan, Turquía |                           |
| 00:00 (CEST)       | - Topçu 43' (pen.) | Reporte   |            | Árbitra: Alexandra Collin                           | Árbitra: Alexandra Collin |

| 31 de mayo de 2024 | Suiza                               | 2:1 (1:0) | Hungría      | Tissot Arena, Biena, Suiza |                         |
| 20:00 (CEST)       | - Lehmann 27' - Bachmann 61' (pen.) | Reporte   | - Zeller 56' | Árbitra: Emanuela Rusta    | Árbitra: Emanuela Rusta |

| 4 de junio de 2024 | Azerbaiyán        | 1:0 (0:0) | Turquía | Dalga Arena, Bakú, Azerbaiyán |                             |
| 00:00 (CEST)       | - Mirzaliyeva 89' | Reporte   |         | Árbitra: Nanna Løf Andersen   | Árbitra: Nanna Løf Andersen |

| 4 de junio de 2024 | Hungría     | 1:0 (0:0) | Suiza | Estadio Nándor Hidegkuti, Budapest, Hungría |                         |
| 00:00 (CEST)       | - Pápai 73' | Reporte   |       | Árbitra: Eleni Antoniou                     | Árbitra: Eleni Antoniou |

| 12 de julio de 2024 | Azerbaiyán | 0:5 (0:2) | Hungría                                                  | Dalga Arena, Baku, Azerbaiyán |                          |
| 18:00 (CEST)        |            | Reporte   | - Csiki 21' - Kaján 32' - Pápai 53' - Kinga 90+1', 90+4' | Árbitra: Jelena Pejković      | Árbitra: Jelena Pejković |

| 12 de julio de 2024 | Turquía | 0:2 (0:0) | Suiza                                 | Estadio de Kocaeli, İzmit, Turquía |                          |
| 19:30 (CEST)        |         | Reporte   | - Schertenleib 58' - Crnogorčević 65' | Árbitra: Lina Lehtovaara           | Árbitra: Lina Lehtovaara |

| 16 de julio de 2024 | Suiza                                              | 3:0 (1:0) | Azerbaiyán | Stade Olympique de la Pontaise, Lausanne, Suiza |                          |
| 19:00 (CEST)        | - Terchoun 25' - Calligaris 77' - Crnogorčević 88' | Reporte   |            | Árbitra: Miriama Bočková                        | Árbitra: Miriama Bočková |

| 16 de julio de 2024 | Hungría     | 1:4 (0:1) | Turquía                                               | Ménfői úti Stadion, Győr, Hungría |                              |
| 19:00 (CEST)        | - Kaján 66' | Reporte   | - Şeker 14' - Keskin 55' - Sadıkoğlu 61' - Hançar 79' | Árbitra: Franziska Wildfeuer      | Árbitra: Franziska Wildfeuer |

#### Grupo B2
| Pos. | Equipo     | Pts. | PJ | G | E | P | GF | GC | Dif. | Clasificación                     |
| ---- | ---------- | ---- | -- | - | - | - | -- | -- | ---- | --------------------------------- |
| 1    | Escocia    | 16   | 6  | 5 | 1 | 0 | 13 | 1  | +12  | Play-offs Para Clasificar         |
| 2    | Serbia     | 13   | 6  | 4 | 1 | 1 | 11 | 4  | +7   | Play-offs Para Clasificar         |
| 3    | Eslovaquia | 4    | 6  | 1 | 1 | 4 | 5  | 11 | −6   | Play-offs Para Clasificar         |
| 4    | Israel     | 1    | 6  | 0 | 1 | 5 | 5  | 18 | −13  | Posible Play-offs Para Clasificar |

 Fuente: UEFA.com
| 5 de abril de 2024 | Eslovaquia                     | 2:0 (2:0) | Israel | NTC Senec, Senec, Eslovaquia |                          |
| 15:00 (CEST)       | - Hmírová 35' - Mikolajová 39' | Reporte   |        | Árbitra: Silvia Domingos     | Árbitra: Silvia Domingos |

| 5 de abril de 2024 | Serbia | 0:0     | Escocia | Estadio Dubočica, Leskovac, Serbia |                       |
| 18:00 (CEST)       |        | Reporte |         | Árbitra: Riem Hussein              | Árbitra: Riem Hussein |

| 9 de abril de 2024 | Israel                  | 2:4 (1:2) | Serbia                                              | Ménfői úti Stadion, Győr, Hungría |                      |
| 16:00 (CEST)       | - Kats 31' - Avital 78' | Reporte   | - 5', 55' Damnjanović - 37' Filipović - 90+2' Ćirić | Árbitra: Réka Molnar              | Árbitra: Réka Molnar |

| 9 de abril de 2024 | Escocia      | 1:0 (0:0) | Eslovaquia | Hampden Park, Glasgow, Escocia |                          |
| 20:35 (CEST)       | - Howard 62' | Reporte   |            | Árbitra: Jelena Pejković       | Árbitra: Jelena Pejković |

| 31 de mayo de 2024 | Serbia                      | 2:1 (1:1) | Eslovaquia     | Čukarički Stadium, Belgrado, Serbia |                              |
| 18:00 (CEST)       | - Slović 22' - Ivanović 53' | Reporte   | - Šurnovská 9' | Árbitra: Elvira Nurmustafina        | Árbitra: Elvira Nurmustafina |

| 31 de mayo de 2024 | Escocia                                            | 4:1 (0:3) | Israel       | Hampden Park, Glasgow, Escocia |                          |
| 20:05 (CEST)       | - Emslie 17', 36' - Hanson 30' - Thomas 63' (pen.) | Reporte   | - Sommer 84' | Árbitra: Deborah Bianchi       | Árbitra: Deborah Bianchi |

| 4 de junio de 2024 | Israel | 0:5 (0:2) | Escocia                                  | Budaörsi Városi Stadium, Budaörs, Hungría , |                       |
| 00:00 (CEST)       |        | Reporte   | - Thomas 14', 37', 74', 77' - Cornet 86' | Árbitra: Jelena Kumer                       | Árbitra: Jelena Kumer |

| 4 de junio de 2024 | Eslovaquia | 0:4 (0:1) | Serbia                                                         | Estadio Anton Malatinský, Trnava, Eslovaquia |                           |
| 18:00 (CEST)       |            | Reporte   | - Damnjanović 35' - Vlajnic 55' - Ivanović 87' - Matejić 90+4' | Árbitra: Monika Mularczyk                    | Árbitra: Monika Mularczyk |

| 12 de julio de 2024 | Eslovaquia | 0:2 (0:0) | Escocia           | Štadión pod Zoborom, Nitra, Eslovaquia |                       |
| 19:00 (CEST)        |            | Reporte   | - Emslie 46', 70' | Árbitra: Merima Čelik                  | Árbitra: Merima Čelik |

| 12 de julio de 2024 | Serbia         | 1:0 (1:0) | Israel | Serbian FA Sports Center, Stara Pazova, Serbia |                           |
| 20:00 (CEST)        | - Filipović 7' | Reporte   |        | Árbitra: Alexandra Collin                      | Árbitra: Alexandra Collin |

| 16 de julio de 2024 | Escocia      | 1:0 (1:0) | Serbia | Firhill Stadium, Glasgow, Escocia |                            |
| 19:00 (CEST)        | - Hanson 39' | Reporte   |        | Árbitra: Hristiyana Guteva        | Árbitra: Hristiyana Guteva |

| 16 de julio de 2024 | Israel                           | 2:2 (2:1) | Eslovaquia                    | Budaörsi Városi Stadium , Budaörs, Hungría |                       |
| 19:00 (CEST)        | - Selimhodzic 37' - Elinav 45+3' | Reporte   | - Košíková 14' - Bogorová 89' | Árbitra: Gamze Durmuş                      | Árbitra: Gamze Durmuş |

#### Grupo B3
| Pos. | Equipo               | Pts. | PJ | G | E | P | GF | GC | Dif. | Clasificación                     |
| ---- | -------------------- | ---- | -- | - | - | - | -- | -- | ---- | --------------------------------- |
| 1    | Portugal             | 16   | 6  | 5 | 1 | 0 | 14 | 2  | +12  | Play-offs Para Clasificar         |
| 2    | Irlanda del Norte    | 10   | 6  | 3 | 1 | 2 | 8  | 7  | +1   | Play-offs Para Clasificar         |
| 3    | Bosnia y Herzegovina | 7    | 6  | 2 | 1 | 3 | 4  | 9  | −5   | Play-offs Para Clasificar         |
| 4    | Malta                | 1    | 6  | 0 | 1 | 5 | 2  | 10 | −8   | Posible Play-offs Para Clasificar |

 Fuente: UEFA.com
| 5 de abril de 2024 | Irlanda del Norte | 0:0     | Malta | Windsor Park, Belfast, Irlanda del Norte |                        |
| 20:00 (CEST)       |                   | Reporte |       | Árbitra: Maria Marotta                   | Árbitra: Maria Marotta |

| 5 de abril de 2024 | Portugal                                         | 3:0 (2:0) | Bosnia y Herzegovina | Estadio Dr. Magalhães Pessoa, Leiría, Portugal |                         |
| 21:45 (CEST)       | - Costa 28' - Slišković 45+4' (a.g.) - Silva 62' | Reporte   |                      | Árbitra: Eleni Antoniou                        | Árbitra: Eleni Antoniou |

| 9 de abril de 2024 | Bosnia y Herzegovina | 1:3 (0:0) | Irlanda del Norte                  | FF BH Football Training Centre, Zenica, Bosnia y Herzegovina |                              |
| 15:30 (CEST)       | - Milinković 56'     | Reporte   | - 54' Wade - 60' Bell - 68' Magill | Árbitra: Désirée Grundbacher                                 | Árbitra: Désirée Grundbacher |

| 9 de abril de 2024 | Malta | 0:2 (0:0) | Portugal                        | Centenary Stadium, Ta' Qali, Malta |                        |
| 18:30 (CEST)       |       | Reporte   | - 48' (pen.) Costa - 78' Capeta | Árbitra: Katalin Sipos             | Árbitra: Katalin Sipos |

| 31 de mayo de 2024 | Malta | 0:1 (0:0) | Bosnia y Herzegovina | Centenary Stadium, Ta' Qali, Malta |                         |
| 19:30 (CEST)       |       | Reporte   | - Nikolić 88'        | Árbitra: Sofik Torosyan            | Árbitra: Sofik Torosyan |

| 31 de mayo de 2024 | Portugal                                             | 4:0 (1:0) | Irlanda del Norte | Estadio Dr. Magalhães Pessoa, Leiría, Portugal |                        |
| 21:45 (CEST)       | - C. Costa 25' (pen.) - Alves 49', 90+6' - Amado 83' | Reporte   |                   | Árbitra: Tess Olofsson                         | Árbitra: Tess Olofsson |

| 4 de junio de 2024 | Bosnia y Herzegovina | 2:1 (0:1) | Malta          | FF BH Football Training Centre, Zenica, Bosnia y Herzegovina |                         |
| 16:00 (CEST)       | - Nikolić 64', 90+4' | Reporte   | - Farrugia 10' | Árbitra: Sofik Torosyan                                      | Árbitra: Sofik Torosyan |

| 4 de junio de 2024 | Irlanda del Norte | 1:2 (1:2) | Portugal                    | Mourneview Park, Lurgan, Irlanda del Norte |                              |
| 20:00 (CEST)       | - Wade 5'         | Reporte   | - Nazareth 18' - Norton 30' | Árbitra: Franziska Wildfeuer               | Árbitra: Franziska Wildfeuer |

| 12 de julio de 2024 | Bosnia y Herzegovina | 0:0     | Portugal | Stadion Bilino Polje, Zenica, Bosnia y Herzegovina |                        |
| 00:00 (CEST)        |                      | Reporte |          | Árbitra: Jana Adámková                             | Árbitra: Jana Adámková |

| 12 de julio de 2024 | Malta | 0:2 (0:1) | Irlanda del Norte                 | Centenary Stadium, Ta' Qali, Malta |                      |
| 00:00 (CEST)        |       | Reporte   | - Lipman 10' (a.g.) - Beattie 80' | Árbitra: Cansu Tryak               | Árbitra: Cansu Tryak |

| 16 de julio de 2024 | Portugal                              | 3:1 (2:1) | Malta          | Estadio Dr. Magalhães Pessoa, Leiría, Portugal |                            |
| 19:00 (CEST)        | - Capeta 7' - Ribeiro 28' - Silva 86' | Reporte   | - Farrugia 16' | Árbitra: Jelena Medjedovic                     | Árbitra: Jelena Medjedovic |

| 16 de julio de 2024 | Irlanda del Norte        | 2:0 (0:0) | Bosnia y Herzegovina | Windsor Park, Belfast, Irlanda del Norte |                           |
| 19:00 (CEST)        | - Andrews 47' - Wade 67' | Reporte   |                      | Árbitra: Monika Mularczyk                | Árbitra: Monika Mularczyk |

#### Grupo B4
| Pos. | Equipo  | Pts. | PJ | G | E | P | GF | GC | Dif. | Clasificación                     |
| ---- | ------- | ---- | -- | - | - | - | -- | -- | ---- | --------------------------------- |
| 1    | Gales   | 14   | 6  | 4 | 2 | 0 | 18 | 3  | +15  | Play-offs Para Clasificar         |
| 2    | Ucrania | 11   | 6  | 3 | 2 | 1 | 11 | 4  | +7   | Play-offs Para Clasificar         |
| 3    | Croacia | 9    | 6  | 3 | 0 | 3 | 4  | 9  | −5   | Play-offs Para Clasificar         |
| 4    | Kosovo  | 0    | 6  | 0 | 0 | 6 | 0  | 17 | −17  | Posible Play-offs Para Clasificar |

 Fuente: UEFA.com
| 5 de abril de 2024 | Ucrania                           | 2:0 (2:0) | Kosovo | Mardan Sports Complex, Antalya, Turquía |                          |
| 17:00 (CEST)       | - Petryk 28' (pen.) - Khimich 34' | Reporte   |        | Árbitra: Karoline Wacker                | Árbitra: Karoline Wacker |

| 5 de abril de 2024 | Gales                                     | 4:0 (1:0) | Croacia | Racecourse Ground, Wrexham, Gales |                           |
| 20:15 (CEST)       | - Fishlock 4', 50' - Rowe 51' - James 56' | Reporte   |         | Árbitra: Zuzana Valentová         | Árbitra: Zuzana Valentová |

| 9 de abril de 2024 | Kosovo | 0:6 (0:2) | Gales                                                        | Estadio Zahir Pajaziti, Podujevo, Kosovo |                        |
| 14:00 (CEST)       |        | Reporte   | - 30', 60' Rowe - 44' Green - 62' Morgan - 85', 90+3' Hughes | Árbitra: Galiya Echeva                   | Árbitra: Galiya Echeva |

| 9 de abril de 2024 | Croacia     | 1:0 (1:0) | Ucrania | Stadion ŠRC Zaprešić, Zaprešić, Croacia |                                   |
| 16:00 (CEST)       | - Lojna 18' | Reporte   |         | Árbitra: Zulema González González       | Árbitra: Zulema González González |

| 31 de mayo de 2024 | Kosovo | 0:1 (0:0) | Croacia       | Estadio Zahir Pajaziti, Podujevo, Kosovo |                             |
| 17:00 (CEST)       |        | Reporte   | - Rudelić 58' | Árbitra: Kristina Georgieva              | Árbitra: Kristina Georgieva |

| 31 de mayo de 2024 | Gales               | 1:1 (0:1) | Ucrania        | Parc y Scarlets, Llanelli, Gales |                         |
| 20:15 (CEST)       | - Barton 64' (pen.) | Reporte   | - Andrukhiv 3' | Árbitra: Shona Shukrula          | Árbitra: Shona Shukrula |

| 4 de junio de 2024 | Ucrania                        | 2:2 (1:0) | Gales                              | Stadion Rodan Groclin , Grodzisk Wielkopolski, Polonia |                            |
| 20:00 (CEST)       | - Kalinina 34' - Kozlova 90+8' | Reporte   | - Barton 74' (pen.) - Fishlock 77' | Árbitra: Caroline Lanssens                             | Árbitra: Caroline Lanssens |

| 4 de junio de 2024 | Croacia                      | 2:0 (1:0) | Kosovo | Estadio Branko Čavlović-Čavlek, Karlovac, Croacia |                            |
| 20:00 (CEST)       | - Rudelić 15' - Marković 74' | Reporte   |        | Árbitra: Michaela Pachtová                        | Árbitra: Michaela Pachtová |

| 12 de julio de 2024 | Kosovo | 0:4 (0:4) | Ucrania                                                      | Fadil Vokrri Stadium, Pristina, Kosovo |                           |
| 18:00 (CEST)        |        | Reporte   | - Apanaschenko 3' - Khimich 8' - Basanska 21' - Kravchuk 27' | Árbitra: Zuzana Valentová              | Árbitra: Zuzana Valentová |

| 12 de julio de 2024 | Croacia | 0:3 (0:1) | Gales                                          | Stadion Branko Čavlović-Čavlek, Karlovac, Croacia |                              |
| 20:15 (CEST)        |         | Reporte   | - Fishlock 14' - Ingle 66' - Barton 89' (pen.) | Árbitra: Marta Huerta de Aza                      | Árbitra: Marta Huerta de Aza |

| 16 de julio de 2024 | Gales                       | 2:0 (2:0) | Kosovo | Parc y Scarlets, Llanelli, Gales |                       |
| 19:00 (CEST)        | - Fishlock 8' - Mcateer 27' | Reporte   |        | Árbitra: Deborah Anex            | Árbitra: Deborah Anex |

| 16 de julio de 2024 | Ucrania                     | 2:0 (2:0) | Croacia | Petar Miloševski Training Centre , Skopje, Macedonia del Norte |                          |
| 19:00 (CEST)        | - Korsun 31' - Kravchuk 35' | Reporte   |         | Árbitra: Louise Thompson                                       | Árbitra: Louise Thompson |

### Liga C
Los horarios son CEST ( UTC+2 ), según lo indicado por la UEFA (los horarios locales, si son diferentes, están entre paréntesis).
La Liga C de clasificación para la Eurocopa Femenina de la UEFA 2025 es la tercera y más baja división de la edición de 2025 de la clasificación para el Campeonato Femenino de la UEFA, la competición internacional de fútbol en la que participan las selecciones nacionales femeninas de las federaciones miembro de la UEFA. Los resultados también se utilizarán para determinar las ligas de la competición de la Liga de Naciones Femenina de la UEFA 2025-26.

### Formato
La Liga C está formada por 19 miembros de la UEFA que ocupan los puestos 33.º a 51.º entre los participantes de la competición en el ranking de la Liga de Naciones Femenina de la UEFA 2023-24 , divididos en cuatro grupos de cuatro (Grupos 1 a 4) y un grupo de tres (Grupo 5). Cada equipo jugará seis partidos (en grupos de cuatro equipos) o cuatro partidos (en grupos de tres equipos) dentro de su grupo, utilizando el formato de todos contra todos con jornadas dobles en abril, mayo a junio y julio de 2024.
Después de la fase de liga, los cinco ganadores de grupo y los tres mejores segundos de grupo avanzarán a los play-offs para determinar quién se clasifica para el torneo final . Para la primera ronda de play-off, los ocho equipos de la Liga C no serán cabezas de serie y se enfrentarán a los ocho equipos con la clasificación más baja de la Liga A. El ganador de esos empates avanzará a la segunda ronda.
La competición también actúa como primera fase de la Liga de Naciones Femenina de la UEFA 2025-26 , que utilizará una estructura de liga idéntica. Las cinco ganadoras de grupo ascenderán a la Liga B.

#### Grupo C1
| Pos. | Equipo      | Pts. | PJ | G | E | P | GF | GC | Dif. | Clasificación                     |
| ---- | ----------- | ---- | -- | - | - | - | -- | -- | ---- | --------------------------------- |
| 1    | Bielorrusia | 18   | 6  | 6 | 0 | 0 | 19 | 0  | +19  | Play-offs Para Clasificar         |
| 2    | Georgia     | 10   | 6  | 3 | 1 | 2 | 6  | 7  | −1   | Posible Play-offs Para Clasificar |
| 3    | Lituania    | 7    | 6  | 2 | 1 | 3 | 6  | 7  | −1   |                                   |
| 4    | Chipre      | 0    | 6  | 0 | 0 | 6 | 1  | 14 | −13  |                                   |

 Fuente: UEFA.com
| 5 de abril de 2024 | Chipre | 0:3 (0:2) | Bielorrusia                                              | Estadio Dasaki, Achna, Chipre |                         |
| 16:00 (CEST)       |        | Reporte   | - 2' Kubichnaya - 45+2' (pen.) Shuppo - 90+5' Shlapakova | Árbitra: Stacey Pearson       | Árbitra: Stacey Pearson |

| 5 de abril de 2024 | Georgia             | 2:2 (2:1) | Lituania                           | Estadio Mikheil Meskhi, Tiflis, Georgia |                             |
| 17:00 (CEST)       | - Bakradze 12', 19' | Reporte   | - 20' Lazdauskaitė - 59' Jonušaitė | Árbitra: Araksya Saribekyan             | Árbitra: Araksya Saribekyan |

| 9 de abril de 2024 | Lituania         | 1:0 (0:0) | Chipre | Estadio LFF, Vilna, Lituania |                          |
| 18:30 (CEST)       | - Liužinaitė 46' | Reporte   |        | Árbitra: Louise Thompson     | Árbitra: Louise Thompson |

| 9 de abril de 2024 | Bielorrusia                                    | 3:0 (1:0) | Georgia | Estadio Dasaki, Achna, Chipre      |                                    |
| 19:00 (CEST)       | - Shlapakova 45' - Pilipenko 64' - Kozyupa 70' | Reporte   |         | Árbitra: María Eugenia Gil Soriano | Árbitra: María Eugenia Gil Soriano |

| 31 de mayo de 2024 | Lituania | 0:3     | Bielorrusia |  |  |
| 00:00 (CEST)       |          | Reporte |             |  |  |

| 31 de mayo de 2024 | Chipre | 0:2 (0:1) | Georgia                           | Estadio Dasaki, Achna, Chipre |                          |
| 19:00 (CEST)       |        | Reporte   | - Khaburdzania 32' - Bakradze 63' | Árbitra: Karoline Jensen      | Árbitra: Karoline Jensen |

| 4 de junio de 2024 | Bielorrusia | 3:0     | Lituania |  |  |
| 00:00 (CEST)       |             | Reporte |          |  |  |

| 4 de junio de 2024 | Georgia        | 1:0 (1:0) | Chipre | Estadio Mikheil Meskhi, Tiflis, Georgia |                             |
| 18:00 (CEST)       | - Bakradze 13' | Reporte   |        | Árbitra: Farida Lutfaliyeva             | Árbitra: Farida Lutfaliyeva |

| 12 de julio de 2024 | Georgia | 0:2 (0:0) | Bielorrusia                   | Estadio Mikheil Meskhi, Tbilisi, Georgia |                     |
| 18:00 (CEST)        |         | Reporte   | - Alkhovik 86' - Valiuk 90+2' | Árbitra: Oxana Cruc                      | Árbitra: Oxana Cruc |

| 12 de julio de 2024 | Chipre           | 1:2 (1:1) | Lituania               | Estadio Dasaki, Dasaki Achnas, Chipre |                             |
| 19:00 (CEST)        | - Matsoukari 24' | Reporte   | - Jonušaitė 28', 90+5' | Árbitra: Jeļena Jermolajeva           | Árbitra: Jeļena Jermolajeva |

| 16 de julio de 2024 | Bielorrusia                                                                      | 5:0 (2:0) | Chipre | Estadio Mikheil Meskhi , Tbilisi, Georgia |                        |
| 19:00 (CEST)        | - Shuppo 15' (pen.) - Maniukova 41' - Alkhovik 55' - Belaya 65' - Charlionak 90' | Reporte   |        | Árbitra: Vesna Miletic                    | Árbitra: Vesna Miletic |

| 16 de julio de 2024 | Lituania | 0:1 (0:0) | Georgia            | LSC Druskininkai Stadium, Druskininkai, Lituania |                           |
| 19:00 (CEST)        |          | Reporte   | - Bebia 88' (pen.) | Árbitra: Martina Molinaro                        | Árbitra: Martina Molinaro |

#### Grupo C2
| Pos. | Equipo              | Pts. | PJ | G | E | P | GF | GC | Dif. | Clasificación                     |
| ---- | ------------------- | ---- | -- | - | - | - | -- | -- | ---- | --------------------------------- |
| 1    | Eslovenia           | 18   | 6  | 6 | 0 | 0 | 26 | 0  | +26  | Play-offs Para Clasificar         |
| 2    | Letonia             | 9    | 6  | 3 | 0 | 3 | 8  | 16 | −8   | Posible Play-offs Para Clasificar |
| 3    | Macedonia del Norte | 7    | 6  | 2 | 1 | 3 | 10 | 17 | −7   |                                   |
| 4    | Moldavia            | 1    | 6  | 0 | 1 | 5 | 4  | 15 | −11  |                                   |

 Fuente: UEFA.com
| 5 de abril de 2024 | Eslovenia                       | 2:0 (1:0) | Moldavia | Šiška Sports Park, Liubliana, Eslovenia |                               |
| 16:30 (CEST)       | - Prašnikar 45+2' - Kuštrin 56' | Reporte   |          | Árbitra: Andromachi Tsiofliki           | Árbitra: Andromachi Tsiofliki |

| 5 de abril de 2024 | Letonia                            | 3:4 (1:3) | Macedonia del Norte                                                 | LNK Sporta Parks, Riga, Letonia |                           |
| 16:30 (CEST)       | - Miksone 7', 76' - Poļuhoviča 63' | Reporte   | - 17' Rochi - 25' (a.g.) Ročāne - 32' Andonova - 69' (a.g.) Gornela | Árbitra: Lovisa Johansson       | Árbitra: Lovisa Johansson |

| 9 de abril de 2024 | Macedonia del Norte | 0:5 (0:2) | Eslovenia                                                                      | Petar Miloševski Training Centre, Skopie, Macedonia del Norte |                      |
| 15:00 (CEST)       |                     | Reporte   | - 24' Korošec - 29' (a.g.) Panchurova - 56' Prašnikar - 84' Kajzba - 88' Kolbl | Árbitra: Zoe Stavrou                                          | Árbitra: Zoe Stavrou |

| 9 de abril de 2024 | Moldavia | 0:1 (0:0) | Letonia                   | Estadio Zimbru, Chisináu, Moldavia |                          |
| 17:00 (CEST)       |          | Reporte   | - 63' (a.g.) Colesnicenco | Árbitra: Teresa Oliveira           | Árbitra: Teresa Oliveira |

| 31 de mayo de 2024 | Macedonia del Norte | 1:1 (0:0) | Moldavia    | Petar Miloševski Training Centre, Skopie, Macedonia del Norte |                        |
| 17:00 (CEST)       | - Maksuti 52'       | Reporte   | - Țabur 55' | Árbitra: Audrey Gerbel                                        | Árbitra: Audrey Gerbel |

| 31 de mayo de 2024 | Eslovenia                                                                      | 6:0 (1:0) | Letonia | Fazanerija City Stadium, Murska Sobota, Eslovenia |                        |
| 18:00 (CEST)       | - Agrež 32' - Golob 57' - Kolbl 70' - Kajzba 75' - Korošec 77' - Prašnikar 90' | Reporte   |         | Árbitra: Ana Terteleac                            | Árbitra: Ana Terteleac |

| 4 de junio de 2024 | Letonia | 0:4 (0:1) | Eslovenia                                    | Estadio Sloka, Jūrmala, Letonia |                          |
| 17:00 (CEST)       |         | Reporte   | - Prašnikar 24', 42' - Kolbl 47' - Janež 72' | Árbitra: Sofiya Prychyna        | Árbitra: Sofiya Prychyna |

| 4 de junio de 2024 | Moldavia                 | 2:4 (1:3) | Macedonia del Norte                                               | Estadio Zimbru, Chisináu, Moldavia |                            |
| 18:00 (CEST)       | - Țabur 22' - Colnic 59' | Reporte   | - Bădiceanu 2' (a.g.) - Andonova 26' (pen.), 75' - Andreevska 43' | Árbitra: Ioanna Allagiotou         | Árbitra: Ioanna Allagiotou |

| 12 de julio de 2024 | Macedonia del Norte | 1:2 (0:1) | Letonia                            | Petar Miloševski Training Centre, Skopje, Macedonia del Norte |                         |
| 19:00 (CEST)        | - Andonova 90+2'    | Reporte   | - Poļuhoviča 45+3' - Ševcova 90+5' | Árbitra: Jana Van Laere                                       | Árbitra: Jana Van Laere |

| 12 de julio de 2024 | Moldavia | 0:5 (0:4) | Eslovenia                                                               | Zimbru Stadium, Chișinău, Moldavia |                         |
| 19:00 (CEST)        |          | Reporte   | - Kolbl 28' - Makovec 36' - Prašnikar 44' - Kramžar 45+3' - Korošec 87' | Árbitra: Meliz Özçiğdem            | Árbitra: Meliz Özçiğdem |

| 16 de julio de 2024 | Eslovenia                                       | 4:0 (3:0) | Macedonia del Norte | Aluminij Sports Park, Kidričevo, Eslovenia |                                  |
| 19:00 (CEST)        | - Prašnikar 3', 6' - Korošec 35' - Kastelec 71' | Reporte   |                     | Árbitra: Frederikke Lydia Søkjær           | Árbitra: Frederikke Lydia Søkjær |

| 16 de julio de 2024 | Letonia                       | 2:1 (1:1) | Moldavia     | Daugava Stadium, Riga, Letonia |                             |
| 19:00 (CEST)        | - Čemirtāne 24' - Miksone 82' | Reporte   | - Chiper 37' | Árbitra: Milica Milovanovic    | Árbitra: Milica Milovanovic |

#### Grupo C3
| Pos. | Equipo      | Pts. | PJ | G | E | P | GF | GC | Dif. | Clasificación                     |
| ---- | ----------- | ---- | -- | - | - | - | -- | -- | ---- | --------------------------------- |
| 1    | Grecia      | 16   | 6  | 5 | 1 | 0 | 17 | 4  | +13  | Play-offs Para Clasificar         |
| 2    | Montenegro  | 10   | 6  | 3 | 1 | 2 | 21 | 10 | +11  | Posible Play-offs Para Clasificar |
| 3    | Islas Feroe | 9    | 6  | 3 | 0 | 3 | 11 | 9  | +2   |                                   |
| 4    | Andorra     | 0    | 6  | 0 | 0 | 6 | 2  | 28 | −26  |                                   |

 Fuente: UEFA.com
| 5 de abril de 2024 | Montenegro                                                                | 6:1 (1:1) | Andorra        | Estadio Pod Goricom, Podgorica, Montenegro |                             |
| 16:30 (CEST)       | - Bulatović 27', 90+3' (pen.) - Djoković 37' - Dešić 51', 61' - Božić 74' | Reporte   | - 41' Armengol | Árbitra: Farida Lutfaliyeva                | Árbitra: Farida Lutfaliyeva |

| 5 de abril de 2024 | Grecia             | 1:0 (0:0) | Islas Feroe | Estadio Theodoros Vardinogiannis, Heraklion, Grecia |                      |
| 19:00 (CEST)       | - Sarri 55' (pen.) | Reporte   |             | Árbitra: Rita Vehapi                                | Árbitra: Rita Vehapi |

| 9 de abril de 2024 | Montenegro                                                  | 5:1 (2:1) | Islas Feroe           | Estadio Pod Goricom, Podgorica, Montenegro |                        |
| 16:30 (CEST)       | - Tomašević 17' - Kuč 41', 58' - Djoković 84' - Dešić 90+1' | Reporte   | - 9' Dal Christiansen | Árbitra: Emily Heaslip                     | Árbitra: Emily Heaslip |

| 9 de abril de 2024 | Andorra | 0:3 (0:1) | Grecia                                                | Estadio Nacional de Andorra, Andorra la Vieja, Andorra |                             |
| 19:00 (CEST)       |         | Reporte   | - 45+3' (pen.) Sarri - 56' Spyridonidou - 67' Gkatsou | Árbitra: Jurgita Mačikunytė                            | Árbitra: Jurgita Mačikunytė |

| 31 de mayo de 2024 | Grecia                          | 2:2 (1:1) | Montenegro                        | Estadio Theodoros Vardinogiannis, Heraklion, Grecia |                         |
| 17:00 (CEST)       | - Markou 11' - Spyridonidou 49' | Reporte   | - Kuč 3' - Bulatović 90+4' (pen.) | Árbitra: Sarah Zangeneh                             | Árbitra: Sarah Zangeneh |

| 31 de mayo de 2024 | Islas Feroe                                                     | 4:0 (1:0) | Andorra | Tórsvøllur, Tórshavn, Islas Feroe |                           |
| 17:45 (CEST)       | - Dal Christiansen 25' - Johannesen 48' - Ryan 67' - Hoydal 79' | Reporte   |         | Árbitra: Marisca Overtoom         | Árbitra: Marisca Overtoom |

| 4 de junio de 2024 | Islas Feroe | 0:2 (0:1) | Grecia                     | Tórsvøllur, Tórshavn, Islas Feroe |                         |
| 17:45 (CEST)       |             | Reporte   | - Sarri 13' - Koggouli 78' | Árbitra: Laura Mauricio           | Árbitra: Laura Mauricio |

| 4 de junio de 2024 | Andorra         | 1:5 (1:3) | Montenegro                                             | Estadio Nacional de Andorra, Andorra la Vieja, Andorra |                          |
| 19:00 (CEST)       | - Gonçalves 10' | Reporte   | - Kuč 1', 6' - Dešić 32' - Đoković 56' - Bulatović 58' | Árbitra: Joanna Vassallo                               | Árbitra: Joanna Vassallo |

| 12 de julio de 2024 | Islas Feroe                      | 2:1 (2:1) | Montenegro | Tórsvøllur, Tórshavn, Islas Feroe |                           |
| 17:45 (CEST)        | - Sevdal 19' - Tórolvsdóttir 32' | Reporte   | - Kuć 22'  | Árbitra: Emilie Torkelsen         | Árbitra: Emilie Torkelsen |

| 12 de julio de 2024 | Grecia                                                      | 6:0 (2:0) | Andorra | Estadio Theodoros Vardinogiannis, Heraklion, Grecia |                          |
| 19:00 (CEST)        | - Koggouli 1', 58' - Sarri 23' - Papadopoulou 69', 79', 89' | Reporte   |         | Árbitra: Roxana Recorean                            | Árbitra: Roxana Recorean |

| 16 de julio de 2024 | Montenegro                             | 2:3 (0:2) | Grecia                                | Camp FSCG, Podgorica, Montenegro |                          |
| 19:00 (CEST)        | - Bulatović 90+5' (pen.), 90+8' (pen.) | Reporte   | - Koggouli 6', 62' - Spyridonidou 24' | Árbitra: Karoline Wacker         | Árbitra: Karoline Wacker |

| 16 de julio de 2024 | Andorra | 0:4 (0:2) | Islas Feroe                                                          | Estadio Nacional de Andorra, Andorra la Vieja, Andorra |                               |
| 19:00 (CEST)        |         | Reporte   | - Tórolvsdóttir 19' - Klakstein 21' - Johannesen 72' - Joensen 90+7' | Árbitra: Eglantina Pjetrushaj                          | Árbitra: Eglantina Pjetrushaj |

#### Grupo C4
| Pos. | Equipo     | Pts. | PJ | G | E | P | GF | GC | Dif. | Clasificación                     |
| ---- | ---------- | ---- | -- | - | - | - | -- | -- | ---- | --------------------------------- |
| 1    | Rumania    | 18   | 6  | 6 | 0 | 0 | 16 | 1  | +15  | Play-offs Para Clasificar         |
| 2    | Bulgaria   | 7    | 6  | 2 | 1 | 3 | 6  | 8  | −2   | Posible Play-offs Para Clasificar |
| 3    | Armenia    | 6    | 6  | 2 | 0 | 4 | 8  | 18 | −10  |                                   |
| 4    | Kazajistán | 4    | 6  | 1 | 1 | 4 | 5  | 8  | −3   |                                   |

 Fuente: UEFA.com
| 5 de abril de 2024 | Kazajistán | 0:1 (0:1) | Bulgaria        | Estadio Central, Almaty, Kazajistán |                         |
| 13:00 (CEST)       |            | Reporte   | - 45+5' Petkova | Árbitra: Meliz Özçiğdem             | Árbitra: Meliz Özçiğdem |

| 5 de abril de 2024 | Armenia | 0:5 (0:1) | Rumania                                                                  | Estadio Armavir, Armavir, Armenia |                         |
| 13:00 (CEST)       |         | Reporte   | - 42' Gődér - 62' Vătafu - 65' (a.g.) Taylor - 69' Ciolacu - 80' Herczeg | Árbitra: Vanja Jankovic           | Árbitra: Vanja Jankovic |

| 9 de abril de 2024 | Bulgaria                             | 2:3 (0:1) | Armenia                                          | Estadio Ovcha Kupel, Sofía, Bulgaria |                           |
| 17:00 (CEST)       | - Rasina 61' - Popadinova 85' (pen.) | Reporte   | - 42' Kazanchian - 49' Asatryan - 90+1' Safaryan | Árbitra: Emilie Torkelsen            | Árbitra: Emilie Torkelsen |

| 9 de abril de 2024 | Rumania    | 1:0 (0:0) | Kazajistán | Estadio Arcul de Triumf, Bucarest, Rumania |                             |
| 18:00 (CEST)       | - Carp 69' | Reporte   |            | Árbitra: Jeļena Jermolajeva                | Árbitra: Jeļena Jermolajeva |

| 31 de mayo de 2024 | Armenia                            | 2:1 (1:0) | Kazajistán           | Estadio Armavir, Armavir, Armenia |                        |
| 15:00 (CEST)       | - Dallakyan 13' - Artin 49' (pen.) | Reporte   | - Kulmagambetova 70' | Árbitra: Elena Gobjilă            | Árbitra: Elena Gobjilă |

| 31 de mayo de 2024 | Rumania      | 1:0 (0:0) | Bulgaria | Estadio Arcul de Triumf, Bucarest, Rumania |                        |
| 18:00 (CEST)       | - Vătafu 76' | Reporte   |          | Árbitra: Kathrin Huber                     | Árbitra: Kathrin Huber |

| 4 de junio de 2024 | Kazajistán                                           | 4:1 (2:1) | Armenia     | Estadio Central, Almaty, Kazajistán |                                  |
| 16:00 (CEST)       | - Burova 28' - Gaistenova 35', 57' - Turlybekova 58' | Reporte   | - Artin 39' | Árbitra: Mzevinari Sharashanidze    | Árbitra: Mzevinari Sharashanidze |

| 4 de junio de 2024 | Bulgaria | 0:3 (0:1) | Rumania                               | Estadio Ovcha Kupel, Sofía, Bulgaria |                             |
| 18:00 (CEST)       |          | Reporte   | - Vătafu 39' - Carp 51' - Herczeg 79' | Árbitra: Jurgita Mačikunytė          | Árbitra: Jurgita Mačikunytė |

| 12 de julio de 2024 | Kazajistán | 0:3 (0:2) | Rumania                                 | Estadio Central, Almaty, Kazajistán |                           |
| 16:00 (CEST)        |            | Reporte   | - Carp 17' - Olar 40' - Iordachiusi 60' | Árbitra: Lovisa Johansson           | Árbitra: Lovisa Johansson |

| 12 de julio de 2024 | Armenia        | 1:3 (0:2) | Bulgaria                                       | Estadio Vazgen Sargsyan, Ereván, Armenia |                      |
| 17:45 (CEST)        | - Safaryan 75' | Reporte   | - Petrova 13' - Karaivanova 26' - Yaneva 90+1' | Árbitra: Zoe Stavrou                     | Árbitra: Zoe Stavrou |

| 16 de julio de 2024 | Rumania                              | 3:1 (1:0) | Armenia           | Estadio Arcul de Triumf, Bucarest, Rumania |                                    |
| 19:00 (CEST)        | - Ciolacu 38' - Olar 50' - Marcu 74' | Reporte   | - Khachatryan 89' | Árbitra: María Eugenia Gil Soriano         | Árbitra: María Eugenia Gil Soriano |

| 16 de julio de 2024 | Bulgaria | 0:0     | Kazajistán | Stadion Aleksandar Shalamanov, Sofia, Bulgaria |                           |
| 19:00 (CEST)        |          | Reporte |            | Árbitra: Kristina Kozoroh                      | Árbitra: Kristina Kozoroh |

#### Grupo C5
| Pos. | Equipo     | Pts. | PJ | G | E | P | GF | GC | Dif. | Clasificación                     |
| ---- | ---------- | ---- | -- | - | - | - | -- | -- | ---- | --------------------------------- |
| 1    | Albania    | 9    | 4  | 3 | 0 | 1 | 8  | 4  | +4   | Play-offs Para Clasificar         |
| 2    | Luxemburgo | 5    | 4  | 1 | 2 | 1 | 5  | 6  | −1   | Posible Play-offs Para Clasificar |
| 3    | Estonia    | 2    | 4  | 0 | 2 | 2 | 3  | 6  | −3   |                                   |

 Fuente: UEFA.com
| 5 de abril de 2024 | Luxemburgo                  | 2:1 (0:1) | Albania     | Estadio Émile Mayrisch, Esch-sur-Alzette, Luxemburgo |                         |
| 19:30 (CEST)       | - Schmit 68' - Thompson 87' | Reporte   | - 43' Gjini | Árbitra: Marina Zechner                              | Árbitra: Marina Zechner |

| 9 de abril de 2024 | Albania                       | 2:0 (1:0) | Estonia | Arena Kombëtare, Tirana, Albania |                              |
| 20:00 (CEST)       | - Berisha 31' - Maksuti 90+3' | Reporte   |         | Árbitra: Anastasiya Romanyuk     | Árbitra: Anastasiya Romanyuk |

| 31 de mayo de 2024 | Estonia       | 1:2 (1:1) | Albania                          | A. Le Coq Arena, Tallin, Estonia |                               |
| 17:00 (CEST)       | - Himanen 17' | Reporte   | - F. Berisha 7' - Krasniqi 90+2' | Árbitra: Tatiana Sorokopudova    | Árbitra: Tatiana Sorokopudova |

| 4 de junio de 2024 | Albania                                             | 3:1 (2:0) | Luxemburgo     | Elbasan Arena, Elbasan, Albania |                      |
| 18:00 (CEST)       | - Doci 29' (pen.) - Krasniqi 45+2' - F. Berisha 46' | Reporte   | - Kremer 90+1' | Árbitra: Melek Dakan            | Árbitra: Melek Dakan |

| 12 de julio de 2024 | Luxemburgo   | 1:1 (0:0) | Estonia      | Estadio Émile Mayrisch, Esch-sur-Alzette, Luxemburgo |                      |
| 19:30 (CEST)        | - Miller 48' | Reporte   | - Tammik 53' | Árbitra: Tjaša Misja                                 | Árbitra: Tjaša Misja |

| 16 de julio de 2024 | Estonia     | 1:1 (0:1) | Luxemburgo     | Tamme Stadium, Tartu, Estonia |                       |
| 19:00 (CEST)        | - Teern 49' | Reporte   | - Thompson 18' | Árbitra: Teona Sturua         | Árbitra: Teona Sturua |

### Mejores segundos Liga C
Los tres mejores segundos de los grupos avanzarán a los play-offs junto con los cinco ganadores del grupo.
Debido al tamaño desigual de los grupos en la Liga C, los resultados contra los equipos en cuarto lugar no se tienen en cuenta al comparar los equipos que terminan primero, segundo o tercero en sus grupos.

| Pos. | Equipo     | Pts. | PJ | G | E | P | GF | GC | Dif. | Clasificación           |
| ---- | ---------- | ---- | -- | - | - | - | -- | -- | ---- | ----------------------- |
| 1    | Luxemburgo | 5    | 4  | 1 | 2 | 1 | 5  | 6  | −1   | Avanzan a los Play-offs |
| 2    | Montenegro | 4    | 4  | 1 | 1 | 2 | 10 | 8  | +2   | Avanzan a los Play-offs |
| 3    | Georgia    | 4    | 4  | 1 | 1 | 2 | 3  | 7  | −4   | Avanzan a los Play-offs |
| 4    | Bulgaria   | 3    | 4  | 1 | 0 | 3 | 5  | 8  | −3   |                         |
| 5    | Letonia    | 3    | 4  | 1 | 0 | 3 | 5  | 15 | −10  |                         |

 Fuente: UEFA.com

## Sorteo de los Play-offs
El sorteo de los play-offs para ambas rondas tuvo lugar el 19 de julio de 2024 a las 13:00 CEST en Nyon, Suiza.

## Fase de Play-offs
Los play-offs de la fase de clasificación para la Eurocopa femenina de la UEFA 2025 determinarán los siete participantes finales del torneo final de la Eurocopa femenina 2025, que se unirán a los ocho equipos clasificados directamente y al anfitrión Suiza.
28 equipos compiten en los play-offs: los 8 equipos peor clasificados de la Liga A, los 12 mejores equipos de la Liga B (excluyendo al anfitrión Suiza) y los 8 mejores equipos de la Liga C.
Se realizaron dos rondas. La primera ronda tuvo dos rutas, mientras que la segunda albergó a los ganadores de las dos rutas.
En la primera ronda, los ocho equipos peor clasificados de la Liga A se enfrentaron contra los ocho equipos mejor clasificados de la Liga C. Los ocho ganadores avanzaron a la segunda ronda. Además, los seis equipos mejor clasificados de la Liga B (excepto Suiza) se enfrentaron contra los siguientes seis equipos mejor clasificados de la Liga B. Los seis ganadores avanzaron a la segunda ronda.
En la segunda ronda, los equipos de ambas rutas se enfrentaron y se sortearon siete eliminatorias. Los ganadores de esas eliminatorias pasan al torneo final.

## Primera ronda
Los partidos de la primera ronda se disputarán del 25 al 29 de octubre de 2024. Cada eliminatoria se jugará a dos partidos, y los equipos cabezas de serie jugarán el partido de vuelta en casa.

### Ronda 1: Ruta 1
| Equipo 1    | Resultado global | Equipo 2        | Ida | Vuelta |
| ----------- | ---------------- | --------------- | --- | ------ |
| Rumania     | 2-6              | Polonia         | 1-2 | 1-4    |
| Grecia      | 0-5              | Bélgica         | 0-0 | 0-5    |
| Montenegro  | 0-6              | Finlandia       | 0-1 | 0-5    |
| Georgia     | 0-9              | Irlanda         | 0-6 | 0-3    |
| Eslovenia   | 1-5              | Austria         | 0-3 | 1-2    |
| Luxemburgo  | 0-12             | Suecia          | 0-4 | 0-8    |
| Bielorrusia | 1-8              | República Checa | 1-8 | 0-0    |
| Albania     | 0-14             | Noruega         | 0-5 | 0-9    |

## Partidos
Los horarios son CEST / CET,  según lo indicado por la UEFA (los horarios locales, si son diferentes, aparecen entre paréntesis).

### Primera ronda: Ruta 1
| 25 de octubre de 2024 | Rumania         | 1:2     | Polonia                          | Estadio Nacional de Rugby Arcul de Triumf, Bucarest |                                               |
| 18:00 (19:00 UTC+3)   | - Bălăceanu 18' | Reporte | - Padilla 73' - Pajor 89' (pen.) | Árbitra: Cheryl Foster VAR: Michael Salisbury       | Árbitra: Cheryl Foster VAR: Michael Salisbury |

| 29 de octubre de 2024 | Polonia                                       | 4:1     | Rumania         | Gdańsk Stadium, Gdańsk                   |                                          |
| 18:00                 | - Pajor 19', 49' - Padilla 41' - Krezyman 85' | Reporte | - Stanciu 90+3' | Árbitra: Ivana Martinčić VAR: Fran Jović | Árbitra: Ivana Martinčić VAR: Fran Jović |

| 25 de octubre de 2024 | Grecia | 0:0     | Bélgica | Theodoros Vardinogiannis Stadium, Heraklion |                         |
| 18:00 (19:00 UTC+3)   |        | Reporte |         | Árbitra: Ainara Acevedo                     | Árbitra: Ainara Acevedo |

| 29 de octubre de 2024 | Bélgica                                                      | 5:0     | Grecia | Den Dreef, Leuven                               |                                                 |
|                       | - Van Kerkhoven 36', 57' - Wullaert 39', 45+4' - Missipo 55' | Reporte |        | Árbitra: Voĺha Blockaja VAR: Stéphanie Frappart | Árbitra: Voĺha Blockaja VAR: Stéphanie Frappart |

| 25 de octubre de 2024 | Montenegro | 0:1     | Finlandia      | Podgorica City Stadium, Podgorica |                       |
| 16:30                 |            | Reporte | - Sällström 3' | Árbitra: Riem Hussein             | Árbitra: Riem Hussein |

| 29 de octubre de 2024 | Finlandia                                                                  | 5:0     | Montenegro | Tammelan Stadion, Tampere                      |                                                |
| 17:30 (18:30 UTC+2)   | - Öling 7' - Lehtola 12' - V. Koivisto 31' - Sällström 65' - Halttunen 80' | Reporte |            | Árbitra: Eléni Andoníou VAR: Ángelos Evangélou | Árbitra: Eléni Andoníou VAR: Ángelos Evangélou |

| 25 de octubre de 2024 | Georgia | 0:6     | Irlanda                                                                              | M. Meskhi II Stadium, Tbilisi |                         |
| 18:00 (20:00 UTC+4)   |         | Reporte | - McCabe 37' (pen.), 67' - Carusa 59' - Stapleton 82' - Sheva 90+7' - Mannion 90+10' | Árbitra: Emanuela Rusta       | Árbitra: Emanuela Rusta |

| 29 de octubre de 2024 | Irlanda                                | 3:0     | Georgia | Tallaght Stadium, Dublin                   |                                            |
| 20:30 (19:30 UTC+0)   | - Russell 3' - Carusa 31' - McCabe 55' | Reporte |         | Árbitra: Katalin Kulcsár VAR: Tamás Bognar | Árbitra: Katalin Kulcsár VAR: Tamás Bognar |

| 25 de octubre de 2024 | Eslovenia | 0:3     | Austria                                              | Bonifika Stadium, Koper    |                            |
| 18:00                 |           | Reporte | - Dunst 69' - Puntigam 73' (pen.) - Purtscheller 75' | Árbitra: Hristiyana Guteva | Árbitra: Hristiyana Guteva |

| 29 de octubre de 2024 | Austria                           | 2:1     | Eslovenia                | Josko Arena, Ried im Innkreis              |                                            |
| 18:00                 | - Puntigam 62' (pen.), 74' (pen.) | Reporte | - Prašnikar 90+6' (pen.) | Árbitra: Lina Lehtovaara VAR: Riem Hussein | Árbitra: Lina Lehtovaara VAR: Riem Hussein |

| 25 de octubre de 2024 | Luxemburgo | 0:4     | Suecia                                                               | Stade Émile Mayrisch, Esch-sur-Alzette |                           |
| 19:30                 |            | Reporte | - Angeldal 26' - Rytting Kaneryd 31' - Blackstenius 81' - Ijeh 90+3' | Árbitra: Alexandra Collin              | Árbitra: Alexandra Collin |

| 29 de octubre de 2024 | Suecia | 8:0     | Luxemburgo | Gamla Ullevi, Gothenburg |                      |
| 19:00                 | - Angeldal 9', 30' (pen.) - Rytting Kaneryd 11' - Zigiotti Olme 40' - Blackstenius 45' - Schmit 45+2' (a.g.) - Blomqvist 63', 87' | Reporte |            | Árbitra: Réka Molnar     | Árbitra: Réka Molnar |

| 25 de octubre de 2024 | Bielorrusia      | 1:8     | República Checa                                                                                  | Estadio Radnik, Velika Gorica, Croacia |                              |
| 20:30                 | - Shlapakova 16' | Reporte | - Khýrová 2' - Svitková 6', 20' - K. Dubcová 34', 38' - Stašková 48' - Bartoňová 52' - Černá 75' | Árbitra: Désirée Grundbacher           | Árbitra: Désirée Grundbacher |

| 29 de octubre de 2024 | República Checa | 0:0     | Bielorrusia | Estadio Radnik, Velika Gorica, Croacia |                             |
| 15:00                 |                 | Reporte |             | Árbitra: Iuliana Demetrescu            | Árbitra: Iuliana Demetrescu |

| 25 de octubre de 2024 | Albania | 0:5     | Noruega                                                              | Loro Boriçi Stadium, Shkodër |                              |
| 16:00                 |         | Reporte | - Maanum 9' - Bergsvand 23', 44' - Hegerberg 62' - Hoxhaj 74' (a.g.) | Árbitra: Ana Maria Terteleac | Árbitra: Ana Maria Terteleac |

| 29 de octubre de 2024 | Noruega | 9:0     | Albania | Ullevaal Stadion, Oslo    |                           |
| 19:00                 | - Maanum 18', 52', 62', 65' - Naalsund 29' - Hegerberg 44' - Gaupset 75' - Reiten 81' (pen.) - Bøe Risa 90+1' (pen.) | Reporte |         | Árbitra: Michalina Diakow | Árbitra: Michalina Diakow |

### Primera ronda: Ruta 2
| Equipo 1             | Resultado global | Equipo 2          | Ida | Vuelta     |
| -------------------- | ---------------- | ----------------- | --- | ---------- |
| Turquía              | 1-3              | Ucrania           | 1-1 | 0-2        |
| Croacia              | 1-2              | Irlanda del Norte | 1-1 | 0-1 (t.s.) |
| Bosnia y Herzegovina | 3-6              | Serbia            | 2-2 | 1-4        |
| Azerbaiyán           | 1-8              | Portugal          | 1-4 | 0-4        |
| Hungría              | 0-5              | Escocia           | 0-1 | 0-4        |
| Eslovaquia           | 2-3              | Gales             | 2-1 | 0-2 (t.s.) |

| 25 de octubre de 2024 | Turquía      | 1:1     | Ucrania            | Esenler Stadium, Istanbul |                          |
| 17:00 (18:00 UTC+3)   | - Keskin 51' | Reporte | - Apanaschenko 31' | Árbitra: Henrikke Nervik  | Árbitra: Henrikke Nervik |

| 29 de octubre de 2024 | Ucrania                            | 2:0     | Turquía | Estadio Zimbru , Chisináu, Moldavia |                          |
| 17:00 (18:00 UTC+2)   | - Karataş 14' (a.g.) - Shmatko 34' | Reporte |         | Árbitra: Catarina Campos            | Árbitra: Catarina Campos |

| 25 de octubre de 2024 | Croacia           | 1:1     | Irlanda del Norte    | Stadion Varteks, Varaždin |                      |
| 19:00                 | - Lojna 4' (pen.) | Reporte | - Lojna 90+2' (a.g.) | Árbitra: Sandra Braz      | Árbitra: Sandra Braz |

| 29 de octubre de 2024 | Irlanda del Norte | 1:0 (t. s.) | Croacia | Windsor Park, Belfast  |                        |
| 20:00 (19:00 UTC+0)   | - Wade 114'       | Reporte     |         | Árbitra: Tess Olofsson | Árbitra: Tess Olofsson |

| 25 de octubre de 2024 | Bosnia y Herzegovina     | 2:2     | Serbia                          | Bosnia and Herzegovina FA Training Centre, Zenica |                            |
| 14:00                 | - Ekić 20' - Nikolić 52' | Reporte | - Matejić 28' - Milivojević 87' | Árbitra: Silvia Gasperotti                        | Árbitra: Silvia Gasperotti |

| 29 de octubre de 2024 | Serbia                                          | 4:1     | Bosnia y Herzegovina | Serbian FA Sports Center, Stara Pazova |                              |
| 19:00                 | - Stokić 10' - Matejić 42', 62' - Filipović 75' | Reporte | - Nikolić 29'        | Árbitra: Marta Huerta De Aza           | Árbitra: Marta Huerta De Aza |

| 25 de octubre de 2024 | Azerbaiyán   | 1:4     | Portugal                                                    | Dalga Arena, Baku        |                          |
| 14:00 (16:00 UTC+4)   | - Parlak 58' | Reporte | - Capeta 5' - T. Pinto 10' - D. Gomes 26' - Diana Silva 89' | Árbitra: Fabienne Michel | Árbitra: Fabienne Michel |

| 29 de octubre de 2024 | Portugal                                                         | 4:0     | Azerbaiyán | Estádio do Futebol Clube de Vizela, Vizela |                         |
| 20:45 (19:45 UTC+0)   | - Diana Silva 15', 26' - Dolores Silva 57' (pen.) - F. Pinto 86' | Reporte |            | Árbitra: Shona Shukrula                    | Árbitra: Shona Shukrula |

| 25 de octubre de 2024 | Hungría | 0:1     | Escocia      | Bozsik Aréna, Budapest              |                                     |
| 18:15                 |         | Reporte | - Thomas 60' | Árbitra: Maria Sole Ferrieri Caputi | Árbitra: Maria Sole Ferrieri Caputi |

| 29 de octubre de 2024 | Escocia                                                     | 4:0     | Hungría | Easter Road, Edinburgh    |                           |
| 20:35 (19:35 UTC+0)   | - Brzykcy 17' (a.g.) - Cuthbert 31' - Weir 55' - Thomas 65' | Reporte |         | Árbitra: Ivana Projkovska | Árbitra: Ivana Projkovska |

| 25 de octubre de 2024 | Eslovaquia                       | 2:1     | Gales        | NTC Poprad, Poprad          |                             |
| 17:30                 | - Šurnovská 49' - Mikolajová 58' | Reporte | - Morgan 89' | Árbitra: Stéphanie Frappart | Árbitra: Stéphanie Frappart |

| 29 de octubre de 2024 | Gales                         | 2:0 (t. s.) | Eslovaquia | Cardiff City Stadium, Cardiff |                       |
| 20:15 (19:15 UTC+0)   | - Fishlock 39' - Holland 112' | Reporte     |            | Árbitra: Ewa Augustyn         | Árbitra: Ewa Augustyn |

## Segunda ronda
Los partidos de la segunda ronda se disputarán los días 28 y 29 de noviembre y 3 de diciembre de 2024. Cada eliminatoria se jugará a ida y vuelta, y los equipos cabezas de serie jugarán el partido de vuelta en casa.
| Equipo 1          | Resultado global | Equipo 2        | Ida | Vuelta |
| ----------------- | ---------------- | --------------- | --- | ------ |
| Portugal          | 3-2              | República Checa | 1-1 | 2-1    |
| Escocia           | 0-2              | Finlandia       | 0-0 | 0-2    |
| Ucrania           | 1-4              | Bélgica         | 0-2 | 1-2    |
| Gales             | 3-2              | Irlanda         | 1-1 | 1-2    |
| Polonia           | 2-0              | Austria         | 1-0 | 1-0    |
| Irlanda del Norte | 0-7              | Noruega         | 0-4 | 0-3    |
| Serbia            | 0-8              | Suecia          | 0-2 | 0-6    |

| 29 de noviembre de 2024 | Portugal   | 1:1     | República Checa | Estádio do Dragão, Oporto  |                            |
| 20:45 (19:45 UTC+0)     | - Kika 47' | Reporte | - Svitková 33'  | Árbitra: Silvia Gasperotti | Árbitra: Silvia Gasperotti |

| 3 de diciembre de 2024 | República Checa       | 1:2     | Portugal               | Na Stínadlech, Teplice   |                          |
| 17:45                  | - Svitková 35' (pen.) | Reporte | - Diana Silva 13', 76' | Árbitra: Lina Lehtovaara | Árbitra: Lina Lehtovaara |

| 29 de noviembre de 2024 | Escocia | 0:0     | Finlandia | Easter Road, Edinburgh |                     |
| 20:35 (19:35 UTC+0)     |         | Reporte |           | Árbitra: Alina Peşu    | Árbitra: Alina Peşu |

| 3 de diciembre de 2024 | Finlandia                 | 2:0     | Escocia | Bolt Arena, Helsinki  |                       |
| 18:15 (19:15 UTC+2)    | - Kuikka 8' - Lehtola 28' | Reporte |         | Árbitra: Ewa Augustyn | Árbitra: Ewa Augustyn |

| 29 de noviembre de 2024 | Ucrania | 0:2     | Bélgica                              | Complejo deportivo Mardan , Antalya, Turquía |                            |
| 18:00 (20:00 UTC+3)     |         | Reporte | - Van Kerkhoven 21' - Wullaert 90+3' | Árbitra: Hristiyana Guteva                   | Árbitra: Hristiyana Guteva |

| 3 de diciembre de 2024 | Bélgica                     | 2:1     | Ucrania       | Den Dreef Stadion, Lovaina  |                             |
| 20:15                  | - Toloba 67' - Wullaert 90' | Reporte | - Shmatko 79' | Árbitra: Iuliana Demetrescu | Árbitra: Iuliana Demetrescu |

| 29 de noviembre de 2024 | Gales         | 1:1     | Irlanda            | Cardiff City Stadium, Cardiff       |                                     |
| 20:15 (19:15 UTC+0)     | - Woodham 21' | Reporte | - Clark 35' (o.g.) | Árbitra: Maria Sole Ferrieri Caputi | Árbitra: Maria Sole Ferrieri Caputi |

| 3 de diciembre de 2024 | Irlanda      | 1:2     | Gales                         | Estadio Aviva, Dublín        |                              |
| 20:30 (19:30 UTC+0)    | - Patten 86' | Reporte | - Cain 50' (pen.) - Jones 67' | Árbitra: Marta Huerta De Aza | Árbitra: Marta Huerta De Aza |

| 29 de noviembre de 2024 | Polonia       | 1:0     | Austria | Arena Gdansk, Gdansk         |                              |
| 18:00                   | - Padilla 57' | Reporte |         | Árbitra: Olatz Rivera Olmedo | Árbitra: Olatz Rivera Olmedo |

| 3 de diciembre de 2024 | Austria | 0:1     | Polonia       | Estadio Franz Horr, Viena |                           |
| 18:15                  |         | Reporte | - Pajor 90+4' | Árbitra: Ivana Projkovska | Árbitra: Ivana Projkovska |

| 29 de noviembre de 2024 | Irlanda del Norte | 0:4     | Noruega                                              | Inver Park, Larne        |                          |
| 20:00 (19:00 UTC+0)     |                   | Reporte | - Graham Hansen 7', 26' - Hansen 14' - Bergsvand 67' | Árbitra: Ivana Martinčić | Árbitra: Ivana Martinčić |

| 3 de diciembre de 2024 | Noruega                                       | 3:0     | Irlanda del Norte | Ullevaal Stadion, Oslo    |                           |
| 18:00                  | - Graham Hansen 13' - Maanum 47' - Jensen 78' | Reporte |                   | Árbitra: Jelena Cvetković | Árbitra: Jelena Cvetković |

| 28 de noviembre de 2024 | Serbia | 0:2     | Suecia                      | Estadio Dubočica, Leskovac |                          |
| 18:00                   |        | Reporte | - Bennison 54' - Kafaji 70' | Árbitra: Catarina Campos   | Árbitra: Catarina Campos |

| 3 de diciembre de 2024 | Suecia                                                                                       | 6:0     | Serbia | Tele2 Arena, Estocolmo  |                         |
| 19:00                  | - Angeldahl 16' (pen.) - Asllani 19' - Blackstenius 26', 45+4' - Bennison 57' - Anvegård 90' | Reporte |        | Árbitra: Eleni Antoniou | Árbitra: Eleni Antoniou |

## Equipos clasificados
Los siguientes equipos se clasifican para la fase final a desarrollarse en Suiza:
| Equipo       | Calificado como | Calificado en          | Apariciones anteriores en la Euro 1 femenina |
| ------------ | --------------- | ---------------------- | -------------------------------------------- |
| Suiza        | Anfitrión       | 4 de abril de 2023     | 2 ( 2017, 2022 )                             |
| Alemania     |                 | 4 de junio de 2024     |                                              |
| España       |                 | 4 de junio de 2024     |                                              |
| Islandia     |                 | 12 de julio de 2024    |                                              |
| Dinamarca    |                 | 12 de julio de 2024    |                                              |
| Francia      |                 | 12 de julio de 2024    |                                              |
| Inglaterra   |                 | 16 de julio de 2024    |                                              |
| Países Bajos |                 | 16 de julio de 2024    |                                              |
| Portugal     |                 | 3 de diciembre de 2024 |                                              |
| Noruega      |                 | 3 de diciembre de 2024 |                                              |
| Finlandia    |                 | 3 de diciembre de 2024 |                                              |
| Polonia      |                 | 3 de diciembre de 2024 |                                              |
| Suecia       |                 | 3 de diciembre de 2024 |                                              |
| Bélgica      |                 | 3 de diciembre de 2024 |                                              |
| Gales        |                 | 3 de diciembre de 2024 |                                              |